# Melinda Vigh
Pas d'image ? Cliquez ici
Melinda Vigh (Budapest, 2 mai 1982 - Watzmann, 7 août 2021) est une grimpeuse hongroise. Elle concourt dans la catégorie handisport AU2.

## Biographie
Aux championnats du monde d’escalade handisport, elle se place 2e en 2016 à Paris, puis à Innsbrück en 2018, et 3e en 2019 à Briançon.
Vigh meurt à 39 ans après une chute accidentelle alors qu’elle randonnait sur le Watzmann le 7 août 2021.